# أنقوري (قرية)
أنقوري هي إحدى قرى النوبة والتي تقع في دولة السودان في منطقة دنقلا .